# Amphinemura pulchra
Amphinemura pulchra är en bäcksländeart som beskrevs av Peter Zwick 1977. Amphinemura pulchra ingår i släktet Amphinemura och familjen kryssbäcksländor. Inga underarter finns listade i Catalogue of Life.